# 阿夸维瓦
阿夸维瓦（義大利語：Acquaviva）是圣马力诺的9个市镇（堡）之一。总面积4.86 km²，总人口1812人。阿夸维瓦得名于当地一个重要的水源。阿夸维瓦西邻意大利，东临博爾戈馬焦雷堡与圣马力诺堡。阿夸维瓦包含2个教区。